# 瀨田站 (熊本縣)

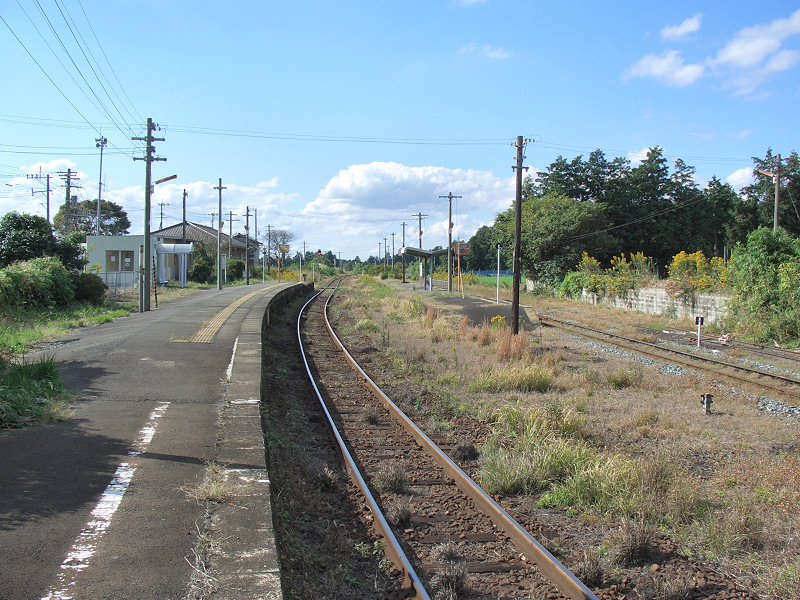
站內

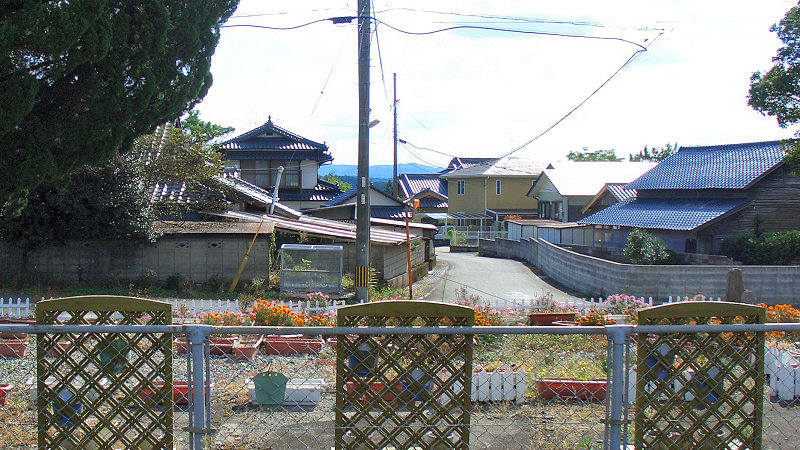
站前

瀨田站（日语：／ Seta eki */?）是位於熊本縣菊池郡大津町大字大林，九州旅客鐵道（JR九州）的豐肥本線車站。
為了區別滋賀縣大津市JR西日本東海道本線（琵琶湖線）的瀨田站。車票上的名稱為。

## 歷史
- 1916年（大正5年）11月11日：宮地輕便線肥後大津至立野之間開通，此站啟用[2]。
- 1922年（大正11年）9月2日：宮地輕便線改名為宮地線[2]。
- 1928年（昭和3年）12月2日：宮地線改名為豐肥本線[2]。
- 1983年（昭和58年）11月30日：成為無人車站[3]。
- 1987年（昭和62年）4月1日：伴隨國鐵分割民營化，車站由九州旅客鐵道（JR九州）營運[4][5][6][2]。
- 2016年（平成28年）4月14日：受到熊本地震的前震影響。宮地至熊本之間暫停服務。在鐵路線重開前，此站沒有代行巴士服務。
- 2020年（令和2年）8月8日：阿蘇至肥前大津之間重開[7][8]。

## 車站構造
車站是一座地面車站，設有2面2線的單式月台。從前此站設有1面1線的單式月台和1面2線的島式月台，共有2面3線的月台。後來中央的1線撤走後變成了2面2線的月台。兩月台之間設有站內平交道連接。此站設有簡易車站大樓和側線。此站是無人車站。

### 月台
| 月台 | 路線      | 上下行 | 方向               |
| ---- | --------- | ------ | ------------------ |
| 1    | ■豐肥本線 | 上行   | 肥後大津、熊本方向 |
| 2    | ■豐肥本線 | 下行   | 阿蘇方向           |

## 車站周邊
車站南邊都是村落。
- 大津町立大津東小學
- 國道57號（日语：国道57号）
- 熊本縣道145號瀨田熊本線（日语：熊本県道145号瀬田熊本線）
- 熊本縣道208號外牧大林線（日语：熊本県道208号外牧大林線）

## 巴士路線
大津東小學前 - 位於車站前南方約1公里的縣道瀨田熊本線上。
- 產交巴士（日语：九州産交バス）
  - 大津產交（日语：産交バス大津営業所）（經大林）
  - 內牧環狀線（經岩戶之里、外牧）

## 相鄰車站
九州旅客鐵道（JR九州）
■豐肥本線
肥後大津－瀨田－立野

## 注腳
1. 1 2 3 4 5 6 7 8  . 週刊朝日百科. 38号 大分駅・由布院駅・田主丸駅ほか. 朝日新聞出版. 2013-05-12: 23 （日语）.
2. 1 2 3 4 5  曾根悟（監修）. 朝日新聞出版分冊百科編集部（編集） , 编. . 週刊朝日百科. 27号・豊肥本線／久大本線. 朝日新聞出版. 2010-01-24: 14–15 （日语）.
3. ↑  日本國有鐵道公示S58.11.30公124
4. ↑  九州鉄道百年祭実行委員会・百年史編纂部会 (编).  初版. 九州旅客鉄道. 1988: 181 （日语）.
5. ↑  『交通年鑑 昭和63年版』 交通協力會，1988年3月。
6. ↑  今村都南雄 『民営化の效果と現実NTTとJR』 中央法規出版，1997年8月。ISBN 978-4805840863
7. ↑   (PDF) (新闻稿). 九州旅客鉄道. 2020-05-27  [2020-05-27]. （原始内容 (PDF)存档于2020-05-27） （日语）.
8. ↑  . 熊本日日新聞. 2020-05-27  [2020-05-27]. （原始内容存档于2020-05-27） （日语）.

## 外部連結
- 瀨田（車站資訊） - 九州旅客鐵道（日語）